# A28高速公路
A28高速公路是法国的一条高速公路，全长405千米，于2005年10月27日建成通车。A28始于阿布维尔，终于图尔。A28连接鲁昂、勒芒等城市，同时也是欧洲E402公路的一部分。